# VM i landevejscykling 2022 – Enkeltstart (damer)
Damernes enkeltstart ved VM i landevejscykling 2022 er den 29. udgave af mesterskabet. Det er mesterskabernes første konkurrence, og bliver afholdt søndag den 18. september 2022 på en 34,2 km lang flad rute med start og slut nær marinekysten i Wollongong.

## Hold og ryttere
| Landshold (27)- Australien - Tyskland - Algeriet - Østrig - Argentina - Sydafrika - Belgien - Chile - Colombia - Canada - Danmark - USA - Spanien - Forenede Arabiske Emirater - Frankrig - Hongkong - Italien - Israel - New Zealand - Usbekistan - Holland - Pakistan - Polen - Schweiz - Slovakiet - Slovenien - Ukraine |
| |

### Danske ryttere
- Emma Norsgaard Bjerg
- Julie Leth[2]

## Resultater
| \| Samlede stilling \| Samlede stilling \| Samlede stilling \| Samlede stilling \| Samlede stilling \| \| Rytter \| Rytter \| Hold \| Tid \| \| \| ---------------- \| -------------------- \| ---------------- \| ---------------- \| ---------------- \| \| 1. \| Ellen van Dijk \| Holland \| 44' 28" \| \| \| 2. \| Grace Brown \| Australien \| + 12" \| \| \| 3. \| Marlen Reusser \| Schweiz \| + 41" \| \| \| 4. \| Vittoria Guazzini \| Italien \| + 52" \| \| \| 5. \| Leah Thomas \| USA \| + 1' 18" \| \| \| 6. \| Kristen Faulkner \| USA \| + 1' 25" \| \| \| 7. \| Annemiek van Vleuten \| Holland \| + 1' 43" \| \| \| 8. \| Georgia Baker \| Australien \| + 1' 46" \| \| \| 9. \| Lotte Kopecky \| Belgien \| + 1' 50" \| \| \| 10. \| Anna Kiesenhofer \| Østrig \| + 1' 56" \| \| |                      |            |          |
| |                      |            |          |
| Kilde: ProCyclingStats |                      |            |          |
| Samlede stilling |                      |            |          |
| Rytter | Rytter               | Hold       | Tid      |
| 1. | Ellen van Dijk       | Holland    | 44' 28"  |
| 2. | Grace Brown          | Australien | + 12"    |
| 3. | Marlen Reusser       | Schweiz    | + 41"    |
| 4. | Vittoria Guazzini    | Italien    | + 52"    |
| 5. | Leah Thomas          | USA        | + 1' 18" |
| 6. | Kristen Faulkner     | USA        | + 1' 25" |
| 7. | Annemiek van Vleuten | Holland    | + 1' 43" |
| 8. | Georgia Baker        | Australien | + 1' 46" |
| 9. | Lotte Kopecky        | Belgien    | + 1' 50" |
| 10. | Anna Kiesenhofer     | Østrig     | + 1' 56" |

## Startliste
| Holland NED | Holland NED    | Holland NED |
| ----------- | -------------- | ----------- |
| Nr.         | Rytter         | Placering   |
| 1           | Ellen van Dijk | 1.          |

| Schweiz SUI | Schweiz SUI    | Schweiz SUI |
| ----------- | -------------- | ----------- |
| Nr.         | Rytter         | Placering   |
| 2           | Marlen Reusser | 3.          |

| Danmark DEN | Danmark DEN    | Danmark DEN |
| ----------- | -------------- | ----------- |
| Nr.         | Rytter         | Placering   |
| 3           | Emma Norsgaard | 14.         |

| Frankrig FRA | Frankrig FRA    | Frankrig FRA |
| ------------ | --------------- | ------------ |
| Nr.          | Rytter          | Placering    |
| 4            | Juliette Labous | 11.          |

| Colombia COL | Colombia COL           | Colombia COL |
| ------------ | ---------------------- | ------------ |
| Nr.          | Rytter                 | Placering    |
| 5            | Lina Marcela Hernández | 30.          |

| USA USA | USA USA     | USA USA   |
| ------- | ----------- | --------- |
| Nr.     | Rytter      | Placering |
| 6       | Leah Thomas | 5.        |

| Østrig AUT | Østrig AUT       | Østrig AUT |
| ---------- | ---------------- | ---------- |
| Nr.        | Rytter           | Placering  |
| 7          | Anna Kiesenhofer | 10.        |

| Israel ISR | Israel ISR   | Israel ISR |
| ---------- | ------------ | ---------- |
| Nr.        | Rytter       | Placering  |
| 8          | Omer Shapira | 24.        |

| Polen POL | Polen POL       | Polen POL |
| --------- | --------------- | --------- |
| Nr.       | Rytter          | Placering |
| 9         | Marta Jaskulska | 21.       |

| Belgien BEL | Belgien BEL        | Belgien BEL |
| ----------- | ------------------ | ----------- |
| Nr.         | Rytter             | Placering   |
| 10          | Julie Van de Velde | 22.         |

| Australien AUS | Australien AUS | Australien AUS |
| -------------- | -------------- | -------------- |
| Nr.            | Rytter         | Placering      |
| 11             | Georgia Baker  | 8.             |

| Chile CHI | Chile CHI     | Chile CHI |
| --------- | ------------- | --------- |
| Nr.       | Rytter        | Placering |
| 12        | Catalina Soto | DNF       |

| Algeriet ALG | Algeriet ALG   | Algeriet ALG |
| ------------ | -------------- | ------------ |
| Nr.          | Rytter         | Placering    |
| 13           | Nesrine Houili | 38.          |

| Italien ITA | Italien ITA       | Italien ITA |
| ----------- | ----------------- | ----------- |
| Nr.         | Rytter            | Placering   |
| 14          | Vittoria Guazzini | 4.          |

| Holland NED | Holland NED          | Holland NED |
| ----------- | -------------------- | ----------- |
| Nr.         | Rytter               | Placering   |
| 16          | Annemiek van Vleuten | 7.          |

| USA USA | USA USA          | USA USA   |
| ------- | ---------------- | --------- |
| Nr.     | Rytter           | Placering |
| 17      | Kristen Faulkner | 6.        |

| Canada CAN | Canada CAN     | Canada CAN |
| ---------- | -------------- | ---------- |
| Nr.        | Rytter         | Placering  |
| 18         | Leah Kirchmann | 17.        |

| Usbekistan UZB | Usbekistan UZB    | Usbekistan UZB |
| -------------- | ----------------- | -------------- |
| Nr.            | Rytter            | Placering      |
| 19             | Olga Sabelinskaja | 19.            |

| Spanien ESP | Spanien ESP   | Spanien ESP |
| ----------- | ------------- | ----------- |
| Nr.         | Rytter        | Placering   |
| 20          | Sandra Alonso | 31.         |

| Forenede Arabiske Emirater UAE | Forenede Arabiske Emirater UAE | Forenede Arabiske Emirater UAE |
| ------------------------------ | ------------------------------ | ------------------------------ |
| Nr.                            | Rytter                         | Placering                      |
| 21                             | Safiya Al Sayegh               | 39.                            |

| Slovakiet SVK | Slovakiet SVK  | Slovakiet SVK |
| ------------- | -------------- | ------------- |
| Nr.           | Rytter         | Placering     |
| 22            | Nora Jenčušová | 35.           |

| Slovenien SLO | Slovenien SLO | Slovenien SLO |
| ------------- | ------------- | ------------- |
| Nr.           | Rytter        | Placering     |
| 23            | Urška Žigart  | 28.           |

| Argentina ARG | Argentina ARG  | Argentina ARG |
| ------------- | -------------- | ------------- |
| Nr.           | Rytter         | Placering     |
| 24            | Luciana Roland | 36.           |

| Tyskland GER | Tyskland GER | Tyskland GER |
| ------------ | ------------ | ------------ |
| Nr.          | Rytter       | Placering    |
| 25           | Mieke Kröger | 12.          |

| Ukraine UKR | Ukraine UKR    | Ukraine UKR |
| ----------- | -------------- | ----------- |
| Nr.         | Rytter         | Placering   |
| 26          | Marina Varenyk | 37.         |

| Pakistan PAK | Pakistan PAK | Pakistan PAK |
| ------------ | ------------ | ------------ |
| Nr.          | Rytter       | Placering    |
| 27           | Rabia Garib  | 40.          |

| New Zealand NZL | New Zealand NZL | New Zealand NZL |
| --------------- | --------------- | --------------- |
| Nr.             | Rytter          | Placering       |
| 28              | Ella Wyllie     | 29.             |

| Sydafrika RSA | Sydafrika RSA          | Sydafrika RSA |
| ------------- | ---------------------- | ------------- |
| Nr.           | Rytter                 | Placering     |
| 29            | Ashleigh Moolman-Pasio | 16.           |

| Hongkong HKG | Hongkong HKG   | Hongkong HKG |
| ------------ | -------------- | ------------ |
| Nr.          | Rytter         | Placering    |
| 30           | Leung Wing Yee | 34.          |

| Polen POL | Polen POL                | Polen POL |
| --------- | ------------------------ | --------- |
| Nr.       | Rytter                   | Placering |
| 31        | Agnieszka Skalniak-Sójka | 25.       |

| Belgien BEL | Belgien BEL   | Belgien BEL |
| ----------- | ------------- | ----------- |
| Nr.         | Rytter        | Placering   |
| 32          | Lotte Kopecky | 9.          |

| Østrig AUT | Østrig AUT              | Østrig AUT |
| ---------- | ----------------------- | ---------- |
| Nr.        | Rytter                  | Placering  |
| 33         | Christina Schweinberger | DNF        |

| Schweiz SUI | Schweiz SUI    | Schweiz SUI |
| ----------- | -------------- | ----------- |
| Nr.         | Rytter         | Placering   |
| 34          | Elena Hartmann | 26.         |

| Australien AUS | Australien AUS | Australien AUS |
| -------------- | -------------- | -------------- |
| Nr.            | Rytter         | Placering      |
| 35             | Grace Brown    | 2.             |

| Danmark DEN | Danmark DEN | Danmark DEN |
| ----------- | ----------- | ----------- |
| Nr.         | Rytter      | Placering   |
| 36          | Julie Leth  | 15.         |

| Italien ITA | Italien ITA     | Italien ITA |
| ----------- | --------------- | ----------- |
| Nr.         | Rytter          | Placering   |
| 37          | Arianna Fidanza | 23.         |

| Spanien ESP | Spanien ESP      | Spanien ESP |
| ----------- | ---------------- | ----------- |
| Nr.         | Rytter           | Placering   |
| 38          | Lourdes Oyarbide | 32.         |

| Canada CAN | Canada CAN     | Canada CAN |
| ---------- | -------------- | ---------- |
| Nr.        | Rytter         | Placering  |
| 39         | Alison Jackson | 27.        |

| Holland NED | Holland NED        | Holland NED |
| ----------- | ------------------ | ----------- |
| Nr.         | Rytter             | Placering   |
| 40          | Shirin van Anrooij | 13.         |

| Pakistan PAK | Pakistan PAK  | Pakistan PAK |
| ------------ | ------------- | ------------ |
| Nr.          | Rytter        | Placering    |
| 41           | Zainab Rizwan | 41.          |

| Sydafrika RSA | Sydafrika RSA | Sydafrika RSA |
| ------------- | ------------- | ------------- |
| Nr.           | Rytter        | Placering     |
| 42            | Maude Le Roux | 33.           |

| Frankrig FRA | Frankrig FRA | Frankrig FRA |
| ------------ | ------------ | ------------ |
| Nr.          | Rytter       | Placering    |
| 44           | Marie Le Net | 20.          |

| Tyskland GER | Tyskland GER        | Tyskland GER |
| ------------ | ------------------- | ------------ |
| Nr.          | Rytter              | Placering    |
| 45           | Ricarda Bauernfeind | 18.          |

| Holland NED | Holland NED    | Holland NED |
| ----------- | -------------- | ----------- |
| Nr.         | Rytter         | Placering   |
| 1           | Ellen van Dijk | 1.          |

| Schweiz SUI | Schweiz SUI    | Schweiz SUI |
| ----------- | -------------- | ----------- |
| Nr.         | Rytter         | Placering   |
| 2           | Marlen Reusser | 3.          |

| Danmark DEN | Danmark DEN    | Danmark DEN |
| ----------- | -------------- | ----------- |
| Nr.         | Rytter         | Placering   |
| 3           | Emma Norsgaard | 14.         |

| Frankrig FRA | Frankrig FRA    | Frankrig FRA |
| ------------ | --------------- | ------------ |
| Nr.          | Rytter          | Placering    |
| 4            | Juliette Labous | 11.          |

| Colombia COL | Colombia COL           | Colombia COL |
| ------------ | ---------------------- | ------------ |
| Nr.          | Rytter                 | Placering    |
| 5            | Lina Marcela Hernández | 30.          |

| USA USA | USA USA     | USA USA   |
| ------- | ----------- | --------- |
| Nr.     | Rytter      | Placering |
| 6       | Leah Thomas | 5.        |

| Østrig AUT | Østrig AUT       | Østrig AUT |
| ---------- | ---------------- | ---------- |
| Nr.        | Rytter           | Placering  |
| 7          | Anna Kiesenhofer | 10.        |

| Israel ISR | Israel ISR   | Israel ISR |
| ---------- | ------------ | ---------- |
| Nr.        | Rytter       | Placering  |
| 8          | Omer Shapira | 24.        |

| Polen POL | Polen POL       | Polen POL |
| --------- | --------------- | --------- |
| Nr.       | Rytter          | Placering |
| 9         | Marta Jaskulska | 21.       |

| Belgien BEL | Belgien BEL        | Belgien BEL |
| ----------- | ------------------ | ----------- |
| Nr.         | Rytter             | Placering   |
| 10          | Julie Van de Velde | 22.         |

| Australien AUS | Australien AUS | Australien AUS |
| -------------- | -------------- | -------------- |
| Nr.            | Rytter         | Placering      |
| 11             | Georgia Baker  | 8.             |

| Chile CHI | Chile CHI     | Chile CHI |
| --------- | ------------- | --------- |
| Nr.       | Rytter        | Placering |
| 12        | Catalina Soto | DNF       |

| Algeriet ALG | Algeriet ALG   | Algeriet ALG |
| ------------ | -------------- | ------------ |
| Nr.          | Rytter         | Placering    |
| 13           | Nesrine Houili | 38.          |

| Italien ITA | Italien ITA       | Italien ITA |
| ----------- | ----------------- | ----------- |
| Nr.         | Rytter            | Placering   |
| 14          | Vittoria Guazzini | 4.          |

| Holland NED | Holland NED          | Holland NED |
| ----------- | -------------------- | ----------- |
| Nr.         | Rytter               | Placering   |
| 16          | Annemiek van Vleuten | 7.          |

| USA USA | USA USA          | USA USA   |
| ------- | ---------------- | --------- |
| Nr.     | Rytter           | Placering |
| 17      | Kristen Faulkner | 6.        |

| Canada CAN | Canada CAN     | Canada CAN |
| ---------- | -------------- | ---------- |
| Nr.        | Rytter         | Placering  |
| 18         | Leah Kirchmann | 17.        |

| Usbekistan UZB | Usbekistan UZB    | Usbekistan UZB |
| -------------- | ----------------- | -------------- |
| Nr.            | Rytter            | Placering      |
| 19             | Olga Sabelinskaja | 19.            |

| Spanien ESP | Spanien ESP   | Spanien ESP |
| ----------- | ------------- | ----------- |
| Nr.         | Rytter        | Placering   |
| 20          | Sandra Alonso | 31.         |

| Forenede Arabiske Emirater UAE | Forenede Arabiske Emirater UAE | Forenede Arabiske Emirater UAE |
| ------------------------------ | ------------------------------ | ------------------------------ |
| Nr.                            | Rytter                         | Placering                      |
| 21                             | Safiya Al Sayegh               | 39.                            |

| Slovakiet SVK | Slovakiet SVK  | Slovakiet SVK |
| ------------- | -------------- | ------------- |
| Nr.           | Rytter         | Placering     |
| 22            | Nora Jenčušová | 35.           |

| Slovenien SLO | Slovenien SLO | Slovenien SLO |
| ------------- | ------------- | ------------- |
| Nr.           | Rytter        | Placering     |
| 23            | Urška Žigart  | 28.           |

| Argentina ARG | Argentina ARG  | Argentina ARG |
| ------------- | -------------- | ------------- |
| Nr.           | Rytter         | Placering     |
| 24            | Luciana Roland | 36.           |

| Tyskland GER | Tyskland GER | Tyskland GER |
| ------------ | ------------ | ------------ |
| Nr.          | Rytter       | Placering    |
| 25           | Mieke Kröger | 12.          |

| Ukraine UKR | Ukraine UKR    | Ukraine UKR |
| ----------- | -------------- | ----------- |
| Nr.         | Rytter         | Placering   |
| 26          | Marina Varenyk | 37.         |

| Pakistan PAK | Pakistan PAK | Pakistan PAK |
| ------------ | ------------ | ------------ |
| Nr.          | Rytter       | Placering    |
| 27           | Rabia Garib  | 40.          |

| New Zealand NZL | New Zealand NZL | New Zealand NZL |
| --------------- | --------------- | --------------- |
| Nr.             | Rytter          | Placering       |
| 28              | Ella Wyllie     | 29.             |

| Sydafrika RSA | Sydafrika RSA          | Sydafrika RSA |
| ------------- | ---------------------- | ------------- |
| Nr.           | Rytter                 | Placering     |
| 29            | Ashleigh Moolman-Pasio | 16.           |

| Hongkong HKG | Hongkong HKG   | Hongkong HKG |
| ------------ | -------------- | ------------ |
| Nr.          | Rytter         | Placering    |
| 30           | Leung Wing Yee | 34.          |

| Polen POL | Polen POL                | Polen POL |
| --------- | ------------------------ | --------- |
| Nr.       | Rytter                   | Placering |
| 31        | Agnieszka Skalniak-Sójka | 25.       |

| Belgien BEL | Belgien BEL   | Belgien BEL |
| ----------- | ------------- | ----------- |
| Nr.         | Rytter        | Placering   |
| 32          | Lotte Kopecky | 9.          |

| Østrig AUT | Østrig AUT              | Østrig AUT |
| ---------- | ----------------------- | ---------- |
| Nr.        | Rytter                  | Placering  |
| 33         | Christina Schweinberger | DNF        |

| Schweiz SUI | Schweiz SUI    | Schweiz SUI |
| ----------- | -------------- | ----------- |
| Nr.         | Rytter         | Placering   |
| 34          | Elena Hartmann | 26.         |

| Australien AUS | Australien AUS | Australien AUS |
| -------------- | -------------- | -------------- |
| Nr.            | Rytter         | Placering      |
| 35             | Grace Brown    | 2.             |

| Danmark DEN | Danmark DEN | Danmark DEN |
| ----------- | ----------- | ----------- |
| Nr.         | Rytter      | Placering   |
| 36          | Julie Leth  | 15.         |

| Italien ITA | Italien ITA     | Italien ITA |
| ----------- | --------------- | ----------- |
| Nr.         | Rytter          | Placering   |
| 37          | Arianna Fidanza | 23.         |

| Spanien ESP | Spanien ESP      | Spanien ESP |
| ----------- | ---------------- | ----------- |
| Nr.         | Rytter           | Placering   |
| 38          | Lourdes Oyarbide | 32.         |

| Canada CAN | Canada CAN     | Canada CAN |
| ---------- | -------------- | ---------- |
| Nr.        | Rytter         | Placering  |
| 39         | Alison Jackson | 27.        |

| Holland NED | Holland NED        | Holland NED |
| ----------- | ------------------ | ----------- |
| Nr.         | Rytter             | Placering   |
| 40          | Shirin van Anrooij | 13.         |

| Pakistan PAK | Pakistan PAK  | Pakistan PAK |
| ------------ | ------------- | ------------ |
| Nr.          | Rytter        | Placering    |
| 41           | Zainab Rizwan | 41.          |

| Sydafrika RSA | Sydafrika RSA | Sydafrika RSA |
| ------------- | ------------- | ------------- |
| Nr.           | Rytter        | Placering     |
| 42            | Maude Le Roux | 33.           |

| Frankrig FRA | Frankrig FRA | Frankrig FRA |
| ------------ | ------------ | ------------ |
| Nr.          | Rytter       | Placering    |
| 44           | Marie Le Net | 20.          |

| Tyskland GER | Tyskland GER        | Tyskland GER |
| ------------ | ------------------- | ------------ |
| Nr.          | Rytter              | Placering    |
| 45           | Ricarda Bauernfeind | 18.          |